# Rayville (Luisiana)
Rayville es un pueblo ubicado en la parroquia de Richland en el estado estadounidense de Luisiana. En el Censo de 2010 tenía una población de 3695 habitantes y una densidad poblacional de 609,42 personas por km².

## Geografía
Rayville se encuentra ubicado en las coordenadas 32°28′16″N 91°45′27″O / 32.47111, -91.75750. Según la Oficina del Censo de los Estados Unidos, Rayville tiene una superficie total de 6.06 km², de la cual 5.98 km² corresponden a tierra firme y (1.32%) 0.08 km² es agua.

## Demografía
Según el censo de 2010, había 3695 personas residiendo en Rayville. La densidad de población era de 609,42 hab./km². De los 3695 habitantes, Rayville estaba compuesto por el 28.5% blancos, el 69.31% eran afroamericanos, el 0.35% eran amerindios, el 0.41% eran asiáticos, el 0% eran isleños del Pacífico, el 0.32% eran de otras razas y el 1.11% pertenecían a dos o más razas. Del total de la población el 1.52% eran hispanos o latinos de cualquier raza.